# فویوکیچی ماکی
فویوکیچی ماکی (انگلیسی: Fuyukichi Maki; ۱ ژانویهٔ ۱۹۳۰ – ۱ ژانویهٔ ۱۹۹۸) بازیگر اهل ژاپن بود.